# Cladocore en touffe
Cladocora caespitosa
Espèce
Statut de conservation UICN

 EN A4a : En danger
Statut CITES
Le Cladocore en touffe (Cladocora caespitosa) est une espèce de coraux appartenant à la famille des Caryophylliidae.

## Description et caractéristiques

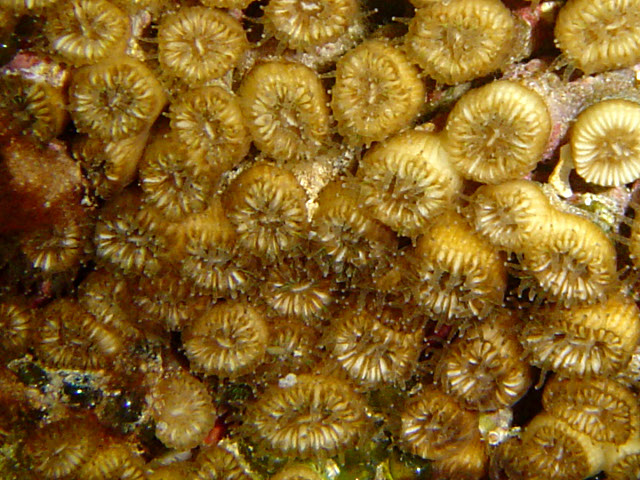
Colonie de Cladocora caespitosa sur le littoral d'Ibiza en Espagne

## Répartition et habitat
Cette espèce est présente dans la mer Méditerranée et dans la mer Noire. Elle est capable de tolérer de grandes variations de température et de salinité.